# Pavel Schejbal
Pavel Schejbal (Pilsen, 4 de julio de 2000) es un deportista checo que compite en tiro, en la modalidad de pistola. Ganó dos medallas de plata en el Campeonato Europeo de Tiro en 10 m de 2025, en las pruebas de pistola 10 m y pistola 10 m mixto.

## Palmarés internacional
| Campeonato Europeo | Campeonato Europeo | Campeonato Europeo | Campeonato Europeo |
| Año                | Lugar              | Medalla            | Prueba             |
| ------------------ | ------------------ | ------------------ | ------------------ |
| 2025               | Osijek (Croacia)   | Medalla de plata   | Pistola 10 m       |
| 2025               | Osijek (Croacia)   | Medalla de plata   | Pistola 10 m mixto |